# Епархия Бафиа
Епархия Бафиа (лат. Dioecesis Bafiensis) — епархия Римско-Католической церкви с центром в городе Бафиа, Камерун. Епархия Бафиа входит в митрополию Яунде.

## История
6 июля 1965 года Римский папа Павел VI выпустил буллу «Quo lex Evangelica», которой учредил апостольскую префектуру Бафиа, выделив её из архиепархии Яунде. 
11 января 1968 года апостольская префектура Бафиа была преобразована в епархию буллой «Adorandi Dei Filii». 

## Ординарии епархии
- епископ André Charles Lucien Loucheur CSSp (1965—1977)
- епископ Athanase Bala CSSp (1977—2003)
- епископ Jean-Marie Benoît Balla (2003 — по настоящее время)

## Источник
- Annuario Pontificio, Ватикан, 2007
- Булла Quo lex Evangelica  (лат.)
- Булла Adorandi Dei Filii  (лат.)